# Адун-Челон
Адун-Челон (горы Адун-Чулун, Адон-Челон, Адун-Чилон, Кукусыркен), (бур. Адуун Шулуун, от бур. адуун — «табун» и шулуун — «камень», то есть, «табунный камень», «табун камней») — хребет на юго-востоке Забайкальского края, расположенный в 18 км к юго-западу от посёлка Шерловая Гора Борзинского района. Выветрелые останцы по гребням гор, издали напоминающих стадо пасущихся животных, дали название хребту.

## Геология
Хребет вытянулся в северо-восточном направлении. Протяжённость его около 12 км. Южная часть хребта входит в состав Даурского заповедника. Она окружена охранной зоной площадью 7540 га. У массива 6 возвышений: это (с северо-востока на юго-запад) гора Цаган-Обо (985,8 м), гора Моноготы (967 м), скала Шавыгыр (Шобогор) (819,6 м), гора Акуры (924,8 м), гора Цымвей (869 м) и гора Скатная (874,6 м). Также имеется целый ряд безымянных скальных выходов. Хребет рассекается рядом падей: Топографическая, Грейзеновая, Лоха, Нарым-Кондуй, Тасырхой, Сылмытуй, Харгуйтуй, Ордин-Хундуй (Брдын-Хундуй) и другие. На Адун-Челоне присутствуют останцы выветривания высотой от 3—5 до 20—25 метров. Они, в основном, располагаются группами. Останцы служат объектами туристических маршрутов.
Граниты, из которых, в основном, сложен массив, пересыщены кремнезёмом и богаты оловом, вольфрамом, бериллием, фтором, бором и другими летучими и рудными элементами. Кое-где сохранились мелкозернистые граниты с мусковитом, турмалином, флюоритом. Адун-Челонское поле камерных пегматитов официально известно с 1828 года, когда оно впервые было описано в полевом дневнике И. А. Кулибина. Тем не менее до этого, судя по упоминаниям Адун-Челона как источника чёрного и дымчатого кварца, поле, вероятно, разрабатывалось старателями. Дымчатый кварц вывозили в Китай, где из него вытачивались линзы для светозащитных очков. Попутно, по-видимому, добывались аквамарин, гелиодор и топаз.
Наряду с указанными минералами в пегматитах встречаются также мусковит, жильбертит, флюорит, адуляр, вольфрамит, касситерит, апатит, ортит, магнетит, гематит и другие.

## История
В 1723 году нерчинский казак Иван Гурков, обнаружил на Адун-Челоне аквамарины и топазы. После этого сотни старателей пытались отыскать новые сокровища Адун-Челона. В 1770-е годы драгоценные камни Адун-Челона добывались силами администрации Нерчинских заводов. В 1797 году в горе Тут-Халтуй были найдены серебро и оловосодержащие руды.

## В местной культуре
На горе Цаган-Обо (бур. — Белая Гора), являющейся памятником истории и культуры, находятся культовые сооружения, почитаемые бурятами.

## Топографические карты
- Лист карты M-50-XV Борзя. Масштаб: 1 : 200 000. Указать дату выпуска/состояния местности.